# Han Xikai
Han Xikai (chinesisch 韩喜凯; * Oktober 1939 in Rongcheng, Provinz Shandong) ist ein chinesischer Politiker der Kommunistischen Partei Chinas (KPCh), der unter anderem von 1998 bis 2002 Vorsitzender des Provinzkomitees der Politischen Konsultativkonferenz des chinesischen Volkes der Provinz Shandong sowie zwischen 2002 und 2003 Vorsitzender des Ständigen Ausschusses des Volkskongresses dieser Provinz war.

## Leben
Han Xikai, Angehöriger des Han-Volkes, war Präsident der Tageszeitung „Dazhong Daily“ und fungierte zwischen 1993 als stellvertretender Sekretär des Provinzkomitees der KPCh der Provinz Shandong und war damit Stellvertreter der Parteisekretäre der Provinz, Jiang Chunyun (1993 bis 1994) beziehungsweise Zhao Zhihao (1994 bis 1997) und zuletzt Wu Guanzheng (1997 bis 1998). Er war zeitgleich von 1993 bis 1998 Generalsekretär sowie Mitglied des Ständigen Ausschusses dieses Provinzkomitees. In der neunten Legislaturperiode war er zudem zwischen 1998 und 2003 sowohl Deputierter des Nationalen Volkskongresses als Mitglied des Nationalkomitees der Politischen Konsultativkonferenz des chinesischen Volkes (PKKCV).
Als Nachfolger von Lu Maozeng wurde Han im April 1998 Vorsitzender des Provinzkomitees der Politischen Konsultativkonferenz des chinesischen Volkes der Provinz Shandong und bekleidete dieses Amt bis März 2002, woraufhin Wu Aiying seine Nachfolge antrat. Er selbst löste im März 2002 Zhao Zhihao als Vorsitzender des Ständigen Ausschusses des Volkskongresses der Provinz Shandong ab und verblieb in dieser Position bis zu seiner Ablösung durch Zhang Gaoli im April 2003.